# Chesapeake City
Chesapeake City és una població dels Estats Units a l'estat de Maryland. Segons el cens del 2000 tenia 787 habitants.

## Demografia
Segons el cens del 2000, Chesapeake City tenia 787 habitants, 330 habitatges, i 228 famílies. La densitat de població era de 542,6 habitants per km².
Dels 330 habitatges en un 27,9% hi vivien nens de menys de 18 anys, en un 51,8% hi vivien parelles casades, en un 12,4% dones solteres, i en un 30,9% no eren unitats familiars. En el 24,2% dels habitatges hi vivien persones soles l'11,8% de les quals corresponia a persones de 65 anys o més que vivien soles. El nombre mitjà de persones vivint en cada habitatge era de 2,38 i el nombre mitjà de persones que vivien en cada família era de 2,79.
Per edats la població es repartia de la següent manera: un 21,7% tenia menys de 18 anys, un 6,1% entre 18 i 24, un 27,8% entre 25 i 44, un 27,7% de 45 a 60 i un 16,6% 65 anys o més.
L'edat mediana era de 40 anys. Per cada 100 dones de 18 o més anys hi havia 88,4 homes.
La renda mediana per habitatge era de 46.917 $ i la renda mediana per família de 52.813 $. Els homes tenien una renda mediana de 35.250 $ mentre que les dones 26.471 $. La renda per capita de la població era de 21.621 $. Entorn del 5,2% de les famílies i el 6,2% de la població estaven per davall del llindar de pobresa.

## Poblacions més properes
El següent diagrama mostra les poblacions més properes.